# Cryptolabis (Cryptolabis) invaripes
Cryptolabis (Cryptolabis) invaripes is een tweevleugelige uit de familie steltmuggen (Limoniidae). De soort komt voor in het Neotropisch gebied.